# 畑聰一
畑 聰一（はた そういち、1943年 - ）は、日本の建築学者・建築家。芝浦工業大学名誉教授。専門は建築計画・比較住居論。 石川県出身。

## 概要
1960年代後半 兄事する鈴木恂は「実測小論」という論文を『都市住宅』に寄稿したが、「そのなかで使った触知するという言葉が脳裏に焼きつき、実際に実物をみて、空間を体験し、触って測り録ってきたいと思うようになった」。その後1971年10月キクラデス諸島へ行ったのが最初のフィールドワークとなった。
1975年から2008年まで学生たちと、日本では伊勢湾の離島漁村集落、都市低層集合住宅団地、および都市高密度居住地、九州離島と沿岸の農漁村集落、東アジアでは韓国・台湾の集落、地中海沿岸ではギリシャ・チュニジアの集落、東南アジアではタイの集落、マレーシア・インドネシアの集落、ラオスの集落、南アジアではネパールの集落 の フィールドワークをおこなった。
その集大成の一つとして、2010年度にテレビ（BS）放送された放送大学の授業-「住まい論」第I部 住まいの文化 - では、「乾燥地域とそこに暮らす人々の住まいがなぜ 中庭型住居 であるのか、それに対して東南アジアの開放的な 外庭型住居 の特徴と住まい方を解説し、それぞれの民族の文化的な意味について考察。さらに日本の事例として伊勢湾の離島を取り上げ、共同体を維持する知恵や仕組みについての考え」を講義した。
2009年3月、退職後の芝浦工業大学建築工学科畑研究室は、1990年に芝浦工業大学卒業で建築人類学の清水郁郎が引き継いで清水研究室となっている。彼は「アウトプットの方法はさまざまですが、わたしたちは、建築のよりよい方向性を目指して、調査に向かうのです」と述べている。

## 略歴
- 1943年、石川県金沢市高岡町で長男として生まれる。3～4歳頃から能美郡根上町大浜で育つ。
- 1966年、芝浦工業大学建築学科卒業
- 1966年-1967年、連合設計社みねぎしやすお事務所勤務
- 1973年、早稲田大学大学院博士課程満期退学
- 1976年、芝浦工業大学専任講師、助教授、教授
- 1996年、博士(工学)、東京大学
- 2009年3月、退職、芝浦工業大学名誉教授
- 2003年-2014年、放送大学客員教授

## 主な著書

### 単著
- 『エーゲ海・キクラデスの光と影―ミコノス・サントリーニの住まいと暮らし』建築資料研究社、1990年
- 『南欧のミクロコスモス』丸善、1992年

### 編著・共著
- 『集合住宅計画研究史』共著、日本建築学会、丸善、1989年
- 『コンパクト建築設計資料集成〈住居〉』丸善・日本建築学会編、1991年
- 『韓国現代住居学』共著、建築知識、1991年
- 『建築設計資料集成「居住」』「独立住宅」丸善・日本建築学会編、2001年
- The institute for cultural research LAO PDR『The Life and House of the Tariang People』、2003年
- 『東アジア・東南アジアの住文化』藤井明共編著、放送大学教育振興会、2003年
- 『北ラオスのアカ―その暮らしと住まい』芝浦工業大学畑研究室・ラオス人民民主共和国情報文化省文化研究所、2005年
- 『カドゥーの住まいと集落―南ラオス・サラワンのロングハウス』芝浦工業大学畑研究室・ラオス人民民主共和国情報文化省文化研究所、2005年
- 『フィールドで考える(1)、(2) : 1974-2009 : 芝浦工業大学建築工学科畑研究室 : 住居・集落研究35年の記録』畑研究室通史編集委員会編 畑聰一、2009年
- 『フィールドで考えた社会へ出て考えた : 1974-2009 :  芝浦工業大学建築工学科畑研究室泣き笑い住居・集落研究35年』畑研究室通史編集委員会編 畑聰一、2009年
- 『住まい論』本間博文共編著 放送大学教育振興会、2010年

## 論文
- ＜畑聰一